# Jefferson Township (comté de Scotland, Missouri)
Jefferson Township est un ancien township, situé dans le comté de Scotland, dans le Missouri, aux États-Unis,.
Le township est fondé en 1844 et baptisé en référence à Thomas Jefferson, 3e président des États-Unis.

### Source de la traduction
- (en) Cet article est partiellement ou en totalité issu de l’article de Wikipédia en anglais intitulé « Jefferson Township, Scotland County, Missouri » (voir la liste des auteurs).